# Gregor Breinburg
Gregor Breinburg, né le 16 septembre 1991 à Arnhem aux Pays-Bas, est un footballeur international arubais. Il joue au poste de milieu de terrain à l'ADO La Haye.

## Carrière

### En club
Gregor Breinburg est nommé capitaine du NEC Nimègue au début de la saison 2016-2017.

### En sélection
Il honore sa première sélection internationale le 10 juin 2015 contre la Barbade.

## Statistiques
| Saison                | Club                  | Championnat           | Championnat | Championnat | Coupe(s) nationale(s) | Coupe(s) nationale(s) | Aruba | Aruba | Total | Total |
| Saison                | Club                  | Division              | M.          | B.          | M.                    | B.                    | M.    | B.    | M.    | B.    |
| 2010-2011             | De Graafschap         | Eredivisie            | 7           | 0           | 1                     | 0                     | -     | -     | 8     | 0     |
| 2011-2012             | De Graafschap         | Eredivisie            | 25          | 0           | 2                     | 0                     | -     | -     | 27    | 0     |
| 2012-2013             | De Graafschap         | Eerste Divisie        | 31          | 0           | 1                     | 0                     | -     | -     | 32    | 0     |
| 2013-2014             | De Graafschap         | Eerste Divisie        | 37          | 0           | 0                     | 0                     | -     | -     | 37    | 0     |
| Sous-total            | Sous-total            | Sous-total            | 100         | 0           | 4                     | 0                     | -     | -     | 104   | 0     |
| 2014-2015             | NEC Nimègue           | Eerste Divisie        | 30          | 0           | 3                     | 0                     | 2     | 0     | 35    | 0     |
| 2015-2016             | NEC Nimègue           | Eredivisie            | 30          | 0           | 3                     | 2                     | 3     | 0     | 36    | 2     |
| 2016-2017             | NEC Nimègue           | Eredivisie            | 7           | 0           | 1                     | 1                     | -     | -     | 8     | 1     |
| Sous-total            | Sous-total            | Sous-total            | 67          | 0           | 7                     | 3                     | 5     | 0     | 79    | 3     |
| Total sur la carrière | Total sur la carrière | Total sur la carrière | 167         | 0           | 11                    | 3                     | 5     | 0     | 183   | 3     |

## Palmarès
Il remporte le championnat des Pays-Bas de deuxième division en 2014-2015 avec le NEC Nimègue.